# Montestruc-sur-Gers
Montestruc-sur-Gers település Franciaországban, Gers megyében. Lakosainak száma 700 fő (2022. január 1.). Montestruc-sur-Gers Fleurance, Gavarret-sur-Aulouste, Lalanne, Préchac, Puységur és Sainte-Christie községekkel határos.

## Népesség
A település népességének változása:
| Lakosok száma | 563  | 541  | 608  | 688  | 725  | 714  | 705  | 701  | 701  | 700  |
|               | 1968 | 1982 | 1990 | 2006 | 2013 | 2015 | 2017 | 2019 | 2020 | 2022 |